# Maelstrom

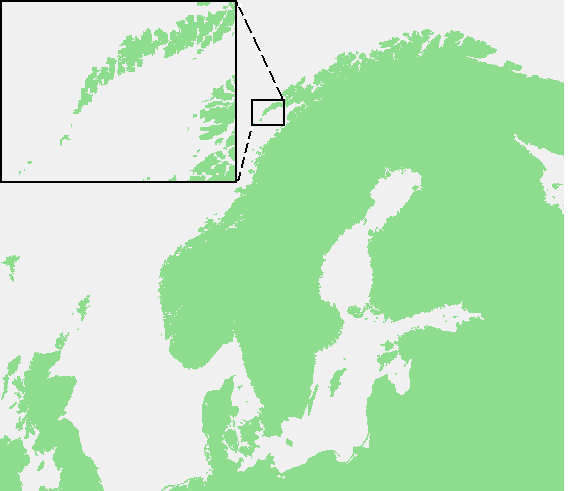
Posizione del Moskstraumen di fronte alla penisola scandinava.

Il maelstrom (voce inglese/olandese; anche scritto maelström; pronuncia [ˈmeɪlstɹəm]; in norvegese: malstrøm; nynorsk: malstraum) è un fenomeno simile a un gorgo causato dalla marea, che entra con prepotenza in passaggi molto stretti e non riesce a fluire agevolmente. È un fenomeno che si riscontra nelle coste della Norvegia e della Scozia.

## Moskstraumen
Il più famoso maelstrom è il Moskstraumen (corrente di Mosken), causato dalla marea lungo la costa atlantica della Norvegia, nei pressi delle isole Lofoten. Due volte al giorno il flusso di marea scorre avanti e indietro nello stretto tra Lofotodden e Værøy: a causa della conformazione dello stretto, angusto e poco profondo, si genera una corrente molto forte, con onde e vortici – il maggiore con un diametro di circa 40-50 m – che rendono pericolosa la navigazione specie con navi di piccole dimensioni. Il fenomeno prende il nome dall'isolotto di Mosken, situato in mezzo allo stretto.

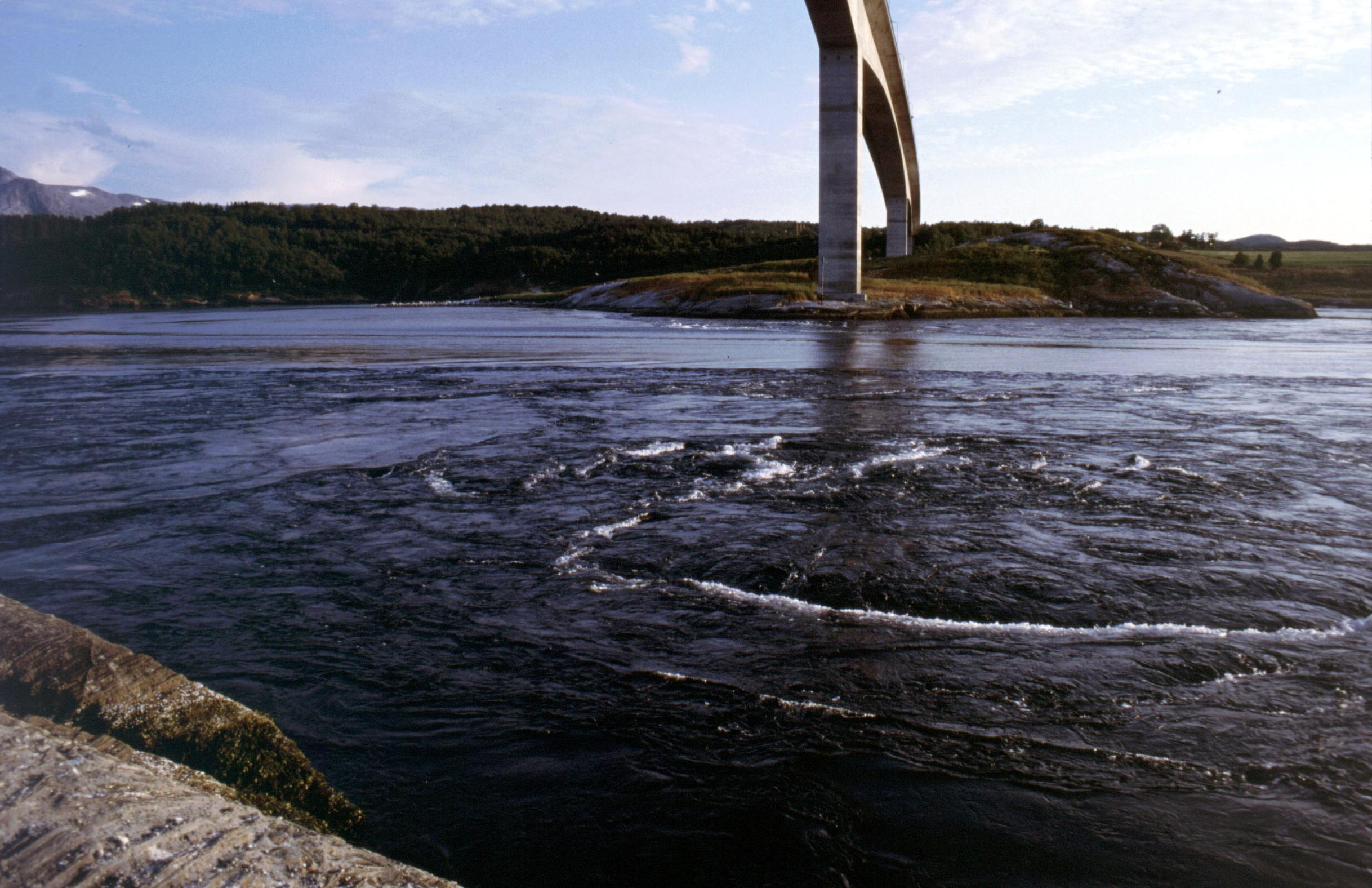
Il Saltstraumen presso la città di Bodø, Norvegia

## Saltstraumen
Anche se il Moskstraumen è il maelstrom più conosciuto, il Saltstraumen, nei pressi di Bodø, nel Nordland, è assai più forte.

## Corryvreckan
A nord di  Jura, nello stretto tra quest'isola e quella di Scarba, in Scozia, si forma il Corryvreckan, uno dei maggiori gorghi marini europei.

## Nella letteratura e nella cultura di massa

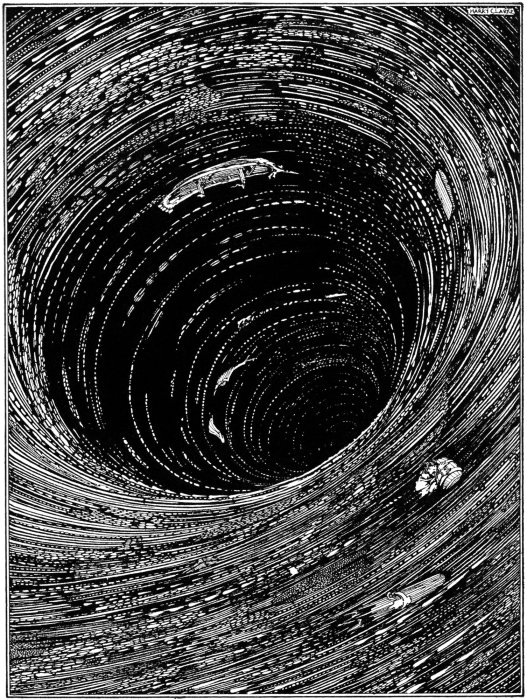
Il maelstrom in un'illustrazione de Una discesa nel Maelström di Edgar Allan Poe

- Il Moskstraumen è stato considerato come il maelstrom per eccellenza ed è stato descritto da celebri scrittori dell'Ottocento (che ne esagerarono alquanto la forza descrivendolo come un immenso gorgo che trascina all'interno ogni cosa): Edgar Allan Poe nel racconto Una discesa nel Maelström, Jules Verne nel romanzo giovanile Un inverno tra i ghiacci e in Ventimila leghe sotto i mari e Emilio Salgari, nel romanzo Verso l'Artide con la Stella Polare; viene menzionato dal Capitano Achab nel romanzo Moby Dick, di Herman Melville.
- È citato nel romanzo Il giardino dei Finzi-Contini di Giorgio Bassani, come metafora degli ultimi giorni del 1939, una discesa lunga e progressiva nell'abisso. Viene citato anche nel romanzo L'età dell'innocenza di Edith Wharton: "Nell'atmosfera densa di drammaticità in cui aveva sempre vissuto, la tendenza di Ellen a crearla era logicamente passata inosservata. Era proprio quella strana capacità di meravigliarsi di Ellen a dare a Newland l'impressione che essa fosse stata trascinata fuori da un vero e proprio maelstrom: le cose che ella considerava del tutto normali le permettevano di intuire la natura di quelle contro cui si era ribellata"] come personificazione di una società ipocrita e perbenista, e nel Libro dell'inquietudine di Fernando Pessoa come metafora della sua anima.
- Felice Vinci, nel suo libro Omero nel Baltico, ha avanzato l'ipotesi che il gorgo di Cariddi, affrontato da Ulisse durante le sue peregrinazioni (che, secondo Vinci, si sarebbero svolte nell'Oceano Atlantico e non nel Mar Mediterraneo), altro non fosse che questo fenomeno.
- Il numero 63 del fumetto Dylan Dog è intitolato Maelstrom!. Esso è rappresentato come un varco tra inferno e mondo reale che si apre ogni 666 anni e dal quale pare debba uscire l'Anticristo.
- Un albo del fumetto Zagor (Zenith gigante N° : 480) si chiama Discesa nel Maelstrom.
- Il pianista jazz Lennie Tristano, ispirandosi al celebre racconto di Poe, incide nel 1953 un brano dal titolo "Descent into the maelstrom"
- Nel romanzo Nella quarta dimensione di Liu Cixin, su indicazione di un messaggio in codice, viene visitato dai protagonisti che così realizzano come il gorgo sia la metafora di un buco nero all'interno del messaggio medesimo.
- Il gorgo del Maelström viene citato nel libro Storia di una notte di Mario Picchi, pubblicato nel 1968, in riferimento al girovagare del protagonista.
- Il maelstrom viene citato nel racconto L'Innominabile di H.P.Lovecraft del 1923, in riferimento ad una creatura sovrannaturale indescrivibile.

## Nelfantasy
La figura del maelstrom, al di fuori della sua ambientazione norvegese, compare anche in alcune opere di carattere fantasy.
- Il Maelstrom è una delle tecniche utilizzate dalla strega Artemisia e in precedenza da Edea Kramer (sotto il controllo della strega stessa) nella saga videoludica Final Fantasy VIII.
- Il Maelstrom appare, nella sequenza della battaglia finale del film Pirati dei Caraibi - Ai confini del mondo prodotto dalla Disney.
- Nel piano di Alara, parte dell'ambientazione del gioco di carte collezionabili Magic: l'Adunanza, il Maelström è citato come una vorticosa sorgente di mana creata dal Conflux, fenomeno naturale che portò all'unificazione dei frammenti che formavano il piano.
- Il Maelstrom nel MMORPG World of Warcraft è l'enorme vortice di acqua compreso nell'oceano che sta fra Kalimdor, Nordania, i Regni Orientali e Pandaria, residuo dell'esplosione dovuta alla distruzione del Pozzo dell'Eternità.
- Il Maelstrom (Cardfight!Vanguard) è una serie di carte e viene presentato come un drago a comando di una flotta marina nominata Aqua Force e prende due rispettive forme come Maelstrom, Drago Blu Tempesta e Glorioso Maelstrom, drago blu tempesta.
- Nel film Disney La Sirenetta, Ursula, ottenuti i poteri di sovrano del mare, evoca un Maelstrom.
- Maelstrom è un livello del videogioco del 1989 Myth: History in the Making.